# Стрипский, Гиядор Николаевич
Гиядор Николаевич Стрипский (венг. Sztripszky Hiador, укр. Гіядор Миколайович Стрипський; 7 марта 1875, Шелестово, комитат Берег, Австро-Венгрия — 9 марта 1949, Будапешт) — венгерский и украинский историк, этнограф, журналист, поэт и общественный деятель.

## Биография
Родился близ Мукачева (ныне — в Мукачевском районе, Закарпатская область, Украина), по происхождению — угрорусин (часть русинов, подвергшихся мадьяризации).
Окончил гимназию в Ужгороде, высшее образование получил в Будапеште, Коложваре и Львове.
С 1900 г. преподавал в университете Коложвара русскую литературу, а с 1910 г. до самой смерти работал хранителем Национального музея в Будапеште.

### Учёный
Со студенческих лет активно собирал фольклор как в родном Береговском, так и в Ужгородском и Мармарошском комитатах, то есть по всему Закарпатью. Первым из местных исследователей стал использовать фонограф для записи материалов.
Автор ряда работ по истории родного края и его взаимоотношениям с соседними государствами и историческими областями.
переводчик украинских и русских поэтов на венгерский (Иван Франко, Тарас Шевченко; «Песня о купце Калашникове» Лермонтова, «Граф Нулин» Пушкина), сам писал стихи по-украински.
Член Румынской Академии наук (1913), НТШ (1914). 

### Журналистская и политическая деятельность
Сотрудничал в закарпатской прессе, в том числе в «Науке» — единственной украинской газете Венгрии в Ужгороде, редактором которой был Августин Волошин. Политически принадлежал к народовцам, которые придерживались тезиса о независимой Украине.
В 1916 г. выпускал в Будапеште газету «Ukránia» («Украина»), в 1919 г. — редактор ежемесячника «Русько-українська правда».
Участник русинского съезда по выработке программы автономии Закарпатья в составе Венгрии (10 декабря 1918 г.), заместитель председателя съезда Августина Штефана.
В мае 1920 г. вместе со Штефаном, Волошиным и другими деятелями культуры организовал Общество «Просвіта» в Подкарпатской Руси.
Живя в Будапеште, при Хорти работал советником в Министерстве культуры. В 1941—1943 — один из руководящих членов «Подкарпатского Общества Наук», в издательстве которого часто публиковался.

## Публикации
- A múzeumok s az E. K. E. múzeuma. Kolozsvár: Ajtai Ny., 1902.
- Kossuth Lajos a rutén népköltészetben. Budapest: Hornyánszky Ny., 1907.
- Az erdélyi halászat ismeretéhez: régi és mai halastavak. Kolozsvár: Gombos, [1908].
- Szegedi Gergely énekeskönyve XVI század beli román forditásban : protestáns hatások a hasai románságra. Budapest: Hornyánszky V., 1911.
- Adalékok Szabó Károly Régi magyar könyvtár. Budapest, 1912.
- Moskophilismus, ukrainismus és a hazai Rusznákok. Budapest: Budapesti szemle, 1913.
- Jegyzetek a görög kultura árpádkori nyomairól. Budapest: Fritz Ny., 1913.
- Az ukránok fajisága // Ukránia. № 2 (1916), 48-53.
- Petőfi és Sevcsenkó // Ukránia. № 7-8 (1916), 152.
- Słowniczek najniezbędniejszych słów węgierskich dla Polaków, z wymową (A legszükségesebb magyar szavak szòtára lengyelek részére, kiejt́ssel). Budapest: Aczél testvérek, 1939.
- Orosz beszélgetések magyarok részére a kiejtés pontos feltüntetésével és rövid orosz nyelvtannal. Budapest: Aczél, 1942.